# Sharphydrus
Sharphydrus is een geslacht van kevers uit de familie  waterroofkevers (Dytiscidae).
Het geslacht is voor het eerst wetenschappelijk beschreven in 1958 door Omer-Cooper.

## Soorten
Het geslacht omvat de volgende soorten:
- Sharphydrus capensis (Omer-Cooper, 1955)
- Sharphydrus coriaceus (Régimbart, 1894)